# Arduí d'Ivrea
Arduí d'Ivrea (marquès Arduí I d'Ivrea) (¿Pombia?, 955 – Abadia de Fruttuaria, 14 de desembre de 1015) fou marquès d'Ivrea entre 990 i 999 i rei d'Itàlia entre 1002 i 1014. Fou membre de la família anscàrica o dels anscaris o anscàrides.
Arduí era fill de Dadó (Dadone), comte de Pombia, i d'una filla natural d'Arduí Glaber comte d'Auriate i després de Torí. Al seu torn Dadó era fill d'Amadeu I d'Ivrea comte de Pombia, fill d'Adalbert I d'Ivrea (marquès del 902 al 924). A la mort d'Amadeu I de Pombia (962) el va succeir el seu fill gran Adalbert (962-973) però mort aquest al cap de nou anys el va succeir el seu germà Dadó (973-998). Els comtes de Pombia foren elevats a marquesos poc després que el marquès d'Ivrea, Berenguer, va pujar al tron d'Itàlia com a Berenguer II el 15 de desembre del 950 després de la mort de Lotari II d'Itàlia el 22 de novembre anterior. El comte Amadeu i Berenguer eren cosins i amb l'elevació de rang es va assegurar la seva lleialtat. En un document del 964 i un altre de data incerta però de l'època de Berenguer II, s'anomena a Arduí indistintament marquès en un i comte en un altre ("una tera Harduini marchio; "terra Harduini comes"). Arduí va succeir al seu pare com a comte de Pombia el 998.

## Marquès d'Ivrea
Conrad d'Ivrea, el marquès d'Ivrea, no tenia descendència, i va nomenar el seu successor el seu cosí Arduí de Pombia. El 990 Arduí va deposar Conrad com a marquès d'Ivrea en uns esdeveniments que no estan gens clars, encara que sembla que va succeir amb el beneplàcit de l'emperador Otó III, ja que a l'any següent Arduí va ser nomenat comte palatí per Otó. La marca comptava llavors amb les ciutats d'Ivrea, Vercelli, Novara, Vigevano, Pombia, Bulgària (actual Bulgarograsso) i la zona de Lomellina (al costat de Pavia).
Aviat Arduí va tenir fortes disputes i desacords amb els bisbes de Vercelli i d'Ivrea, que intentaven evitar que la marca d'Ivrea seguís els passos del Sacre Imperi perquè els bisbes fossin directament elegits per les autoritats seglars. El febrer de 997 les disputes van derivar en una guerra oberta contra el bisbe de Vercelli, Pietro, i Arduí va assetjar la ciutat. Aviat va entrar en ella amb els seus vassalls menors i va calar foc la catedral, causant la mort del bisbe. Per l'assassinat d'un bisbe el papa el va excomunicar immediatament. Aprofitant l'excomunió, Warmond, bisbe d'Ivrea, va promoure disturbis contra el marquès, i la ciutat va patir una onada de saquejos i assassinats. El 998 va heretar el comtat de Pombia del que va poder prendre possessió. El 999 Otó III va promoure la pujada al tron papal de Silvestre II, que va convocar Arduí a Roma. Una vegada allà el papa va tornar a excomunicar a Arduí davant del Concili i del mateix emperador. Així que a la seva tornada a Ivrea, per evitar nous disturbis encara més greus, Arduí va cedir marquesat al seu fill Arduí II d'Ivrea i va expulsar de les seves seus els bisbes d'Ivrea i Vercelli. Encara que des d'aquell moment el titular de la marca (i potser del comtat de Pombia) era el seu fill, ell continuava mantenint les regnes del poder.
Mentre Arduí arribava a Ivrea, Otó III havia tingut temps d'arribar a Ravenna, i allí es va assabentar del canvi de titular a Ivrea i es va traslladar ràpidament a Pavía i va convocar al jove Arduí II a la seva presència. Quan Arduí II estava arribant a Pavía es va adonar que la reunió era una trampa, i amb l'ajuda del comte de Pavía i del comte palatí va poder escapar i tornar a Ivrea.
L'emperador va aprofitar la fugida i va aconseguir que el papa excomuniqués també a Arduí II. Seguidament va cedir al seu cosí Ulric Manfred II de la marca de Torí o marca Arduina, la regència de la marca d'Ivrea, donant-li instruccions precises per sufocar la rebel·lió anscárica dels dos arduins. Tanmateix, aquesta nova excomunió no va descoratjar Arduí en la seva lluita contra l'emperador i l'Església. Ulric Manfred no va poder dominar als rebels d'Ivrea perquè aviat la rebel·lió es va estendre com la pólvora per tot Itàlia i el mateix emperador va haver de tornar a Itàlia per fer-li front. Derrotat, Arduío va haver de refugiar-se al ducat de Borgonya, sota la protecció del seu cosí Otó-Guillem, fill d'Adalbert I d'Ivrea. Mentrestant, l'emperador firmava un diploma datat el 9 de juliol de 1000 pel qual donava algunes de les terres d'Arduí a Warmond, bisbe d'Ivrea, Lleó, bisbe de Vercelli i al comte Ulric Manfred. Per la seva part, Pavía havia passat a mans de la marca Obertenga i Asti i Acqui a la marca Aleràmica.

## Rei d'Itàlia
Arduí I va romandre a Borgonya fins que es va autoproclamar rei d'Itàlia després de la mort d'Otó III el 1002. En un primer moment va ser "elegit pels llombards a Pavía i va ser anomenat «Caesar». per un nodrit grup de vassalls, a l'església de Sant Miquel, i va recórrer el regne amb l'arquebisbe de Milà perquè els magnats li professessin lleialtat. Mentre, Enric II era aclamat emperador. Tots els magnats del regne van professar lleialtat a Arduí, però secretament es mantenien lleials a Enric. Els seus enemics a l'Església recordaven els antics enfrontaments amb Arduí i temien les conseqüències en cas que acaparés el poder, de manera que liderats per Frederic, arquebisbe de Ravennaa, i el mateix cronista Arnulf, arquebisbe de Milà, es van aliar al nou emperador i li van oferir la corona d'Itàlia. Enric va enviar el duc Otó de Caríntia, a qui havia nomenat comte de Verona, per enfrontar-se a Arduií. Però aquest darrer va obtenir una sèrie de victòries a la zona del riu Adige a Valsugana contra les tropes dels bisbes i les imperials. La batalla campal de Fabrica (1003) va suposar un grandíssim èxit per a Arduí:
| « | ...es va massacrar a molts i a la resta se'ls va fer fugir a les fronteres del regne | » |

Enric va tornar amb un exèrcit fins i tot més poderós que va abandonar Alemanya el març de 1004 i va arribar a Trento el 9 d'abril. Enric va entrar a Pavía i es va coronar rei el 14 de Maig a l'església de Sant Miquel. Les queixes del populatxo contra la dominació germànica van ser tan fortes que van obligar l'emperador a fugir de la ciutat, no sense abans calar-li foc en revenja per la seva resistència. Aquest acte de revenja cruel va tenir el seu efecte:
| « | ...tot Itàlia estava horrorizada per aquest acte i va quedar extremadamente temerosa. Així la confiança en Arduí va disminuir i el poder d'Enric va prevaldre arreu. | » |

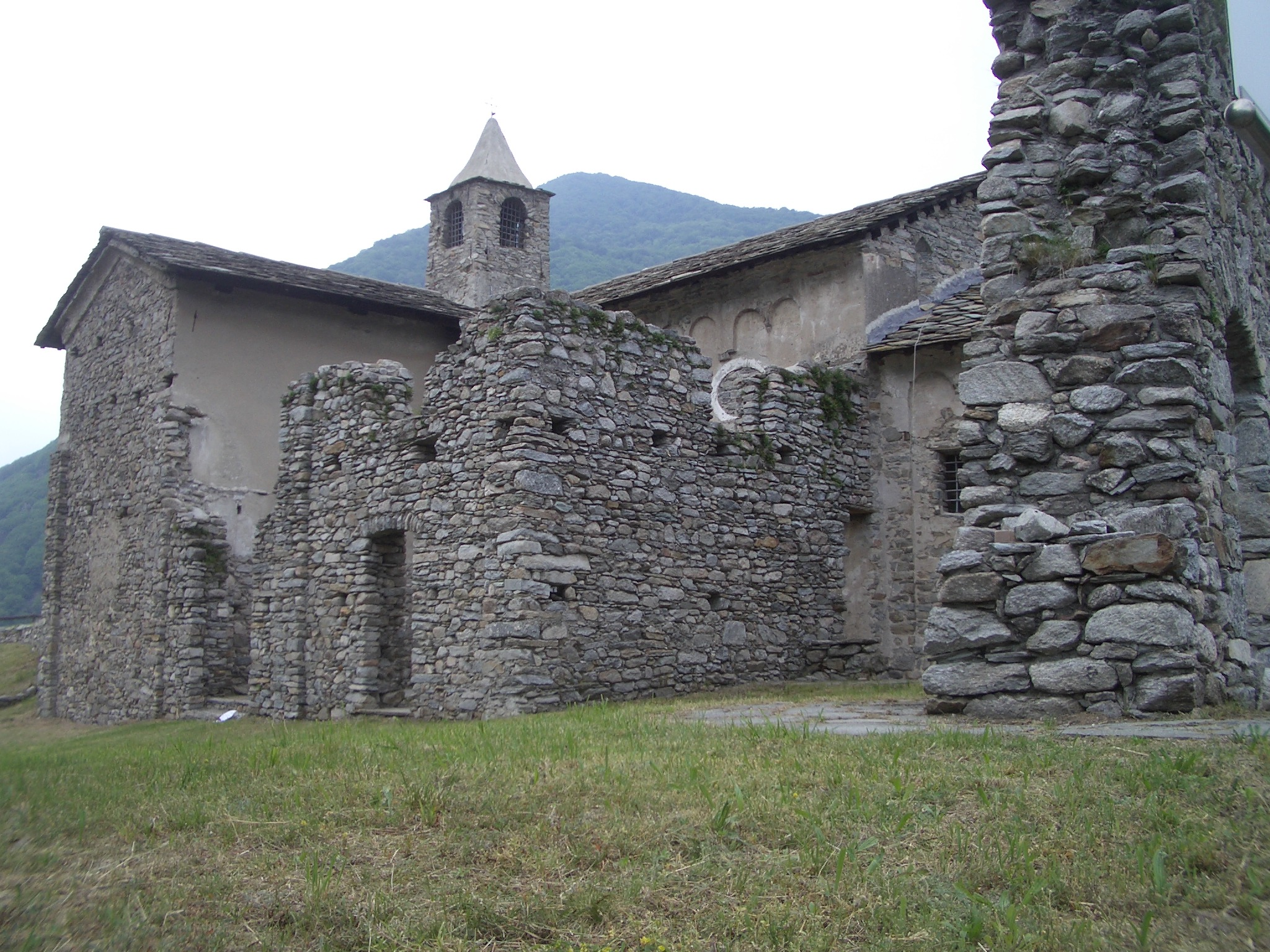
Rocca di Sparone o Rocca di Arduino, on segons la tradició, Arduí va aguantar el setge de l'emperador Enric II.

Entre 1004 i 1014 Arduí va procurar recuperar el poder del tron i va prendre revenja sobre tots aquells que li van ser infidels. També va intentar contrarestar el poder d'Arnulf, arquebisbe de Milà, advocant perquè fos substituït per Alric, bisbe d'Asti i germà d'Ulric Manfred II. El 1007 l'emperador va atacar les seves terres i el va assetjar a l'església fortificada de la Santa Creu a Sparone (Alt Canavese), també coneguda per la tradició com la Rocca di Sparone o la Rocca di Arduino perquè en ella va resistir Arduí sense que l'emperador pogués completar la seva victòria.
El 1014 Enric va tornar a Itàlia amb força per consolidar el seu poder i va aconseguir fins i tot vèncer la resistència de la noblesa romana. El 14 de febrer era coronat emperador a Roma pel Papa Benet VIII. Després va tornar a Alemanya. Amb l'emperador una altra vegada fora d'Itàlia, Arduí va emprendre una nova campanya en la qual va capturar la ciutat de Vercelli, va assetjar Novara, va envair Como i va destruir moltes altres ciutats que li havien girat l'esquena després de l'incendi de Pavía. Però mai no va acabar de finalitzar els seus plans per la forta oposició de l'Església, encapçalada per Arnulf de Milà, i d'alguns nobles com Bonifaci de Canossa, marquès de Toscana, que consideraven millor pels seus interessos estar del costat de l'emperador. Desgastat per veure com els seus plans mai no arribaven a culminar, per la guerra, per una greu discapacitat i privat del seu regne, Arduí es va desfer de les gales i pompa de la cort i es va acontentar prenent els hàbits de monjo a l'abadia de Fruttuaria (1014). Aquesta abadia benedictina havia estat fundada al poble de San Benigno Canavese el 23 de febrer de 1003, entre els rius Orco i Malone, precisament en presència d'Arduí, la seva esposa Berta i Ottobiano, bisbe d'Ivrea, que havia donat béns per a la seva fundació.
Va morir a l'abadia i va ser enterrat a la seva església, on durant segles va ser venerat per monjos i pelegrins. Després de la seva mort, l'emperador va decidir dissoldre la marca que tants problemes havia donat a tots els emperadors des de l'època de Berenguer II.

## Descendència
Arduí es va casar amb Berta d'Este i va tenir els següents fills:
- Guillem, Abat de San Benigno de Fruttuaria.
- Arduí II, el seu hereu com a marquès d'Ivrea i comte de Pombia.
- Guiu, Vicari Imperial, i primer comte i precursor dels comtes de San Martino d'Agliè, Lorenzato, Parella, Strambinello, Arondello i Brosso.
- Otó, primer comte i precursor dels comtes de Castellamonte di Front i Castellnuovo.
- Atxel·la d'Ivrea.
- Amaltruda d'Ivrea.
- Adelaida d'Ivrea.